# آزادبن
ده ازادبن، روستایی است از پهناب و از توابع بخش مرکزی شهرستان جویبار در استان مازندران ایران.

## جمعیت
این روستا در دهستان سیاهرود قرار داشته و براساس آخرین سرشماری مرکز آمار ایران که در سال صورت گرفته، جمعیت آن 1000نفر بوده‌است.